# Amina Sewali
Amina Sewali (sinh ngày 23 tháng 6 năm 1989) là một ca sĩ, nhạc sĩ, diễn viên người Na Uy gốc Uganda. Cô được biết đến với vai Solveig trong một sản phẩm năm 2014 của Peer Gynt tại Nhà hát Quốc gia ở Oslo, và tham gia Melodi Grand Prix 2017 với bài hát "Mesterverk".

## Cuộc đời và sự nghiệp
Năm 2006, Sewali đã biểu diễn như một ca sĩ và vũ công trong một sản phẩm của Izzat - en kjærlighetsopera tại Nhà hát Opera và Ba lê Quốc gia Na Uy. Năm sau, cô tham gia chương trình Glatte gater, phát sóng trên NRK. Chương trình đã được chuyển thành phim, 99% Ærlig, năm sau. Bộ phim tiếp tục được đề cử cho "Âm nhạc hay nhất" và "Phim tài liệu hay nhất" tại Giải thưởng Amanda năm 2009. Năm 2010, cô là một nhà viết lời, nhà soạn nhạc, và nữ diễn viên trong Tæsjern på Grønland, một tác phẩm chuyển thể thời hiện đại của vở kịch The Merchant of Venice của William Shakespeare. Vào năm 2012, cô đã biểu diễn tại Oslo Philharmonic.
Năm 2010, cô phát hành đĩa đơn đầu tay "One More Digit", sau khi được Warner Music Na Uy ký hợp đồng. Album phòng thu tự tựa đầu tay của cô được phát hành vào năm 2011, và được sản xuất bởi Ngay cả Johansen. Cô đã được phát hành từ nhãn hiệu của mình vào năm 2011. Vào năm 2013, cô đã đi tour với Concerts Na Uy, được gọi là Amina Sewali – Gjør det selv!. Vào năm 2014, Sewali đã biểu diễn như Solveig trong một sản phẩm năm 2014 của Peer Gynt tại Nhà hát Quốc gia ở Oslo. Năm 2017, cô được công bố là người tham gia Melodi Grand Prix 2017 với bài hát "Mesterverk". Cô thi đấu trong trận chung kết vào ngày 11 tháng 3 năm 2017.